# Ernest Haley
Ernest William Haley (* 3. Januar 1885 in London, Vereinigtes Königreich; † 20. Februar 1975 ebenda) war ein britischer Leichtathlet, der sich auf den Sprint spezialisiert hatte.

## Biografie
Nach seinem Meistertitel 1907 über 100 Yards bei den Universitätsmeisterschaften entwickelte sich Ernest Haley zu einem der führenden britischen Sprinter. Ab 1909 erzielte er bei den Landesmeisterschaften über 100, 220 und 440 Yards ständig vordere Platzierungen. Seinen ersten internationalen Einsatz hatte Haley beim 1911 abgehaltenen Festival of Empire, dem Vorläufer der Commonwealth Games.
Bei den Olympischen Spielen 1912 in Stockholm war Ernest Haley Mitglied der britischen Mannschaft. Er wurde im 200- und im 400-Meter-Lauf eingesetzt. Im Wettbewerb über 200 Meter schied er im Vorlauf aus. Über 400 Meter qualifizierte er sich für einen der Halbfinalläufe, musste diesen jedoch abbrechen.
Während des Ersten Weltkrieges diente Haley als Ausbilder beim Royal Army Physical Training Corps im Rang eines Sergeants. Nach Ende seiner Dienstzeit bemühte er sich, seinen Verein Herne Hill Harriers wieder aufzubauen. Von 1923 bis 1924 war er Präsident des Vereins. Zudem war er 1924 Gründungsmitglied der English Schools' Athletic Association, die in der Folgezeit Junioren- und Studentenmeisterschaften in der Leichtathletik ausrichtete.
Ernest Haley arbeitete als Schulleiter. In den langen Sommerferien war es ihm möglich, Sportveranstaltungen zu besuchen. So war er als Gast bei den Olympischen Sommerspielen von Amsterdam 1928 und bei den Spielen von Berlin 1936. Er besuchte ebenso die British Empire Games 1930 (später Commonwealth Games) im kanadischen Hamilton.
Ernest Haley starb im Alter von 90 Jahren in Dulwich, einem Stadtteil von London.